# Еміліано Рігоні
Еміліано Рігоні (ісп. Emiliano Rigoni, нар. 4 лютого 1993, Колонія-Кароя) — аргентинський футболіст, правий півзахисник клубу «Ельче».

## Клубна кар'єра
Народився 4 лютого 1993 року в місті Колонія-Кароя. Вихованець футбольної школи клубу «Бельграно». 4 серпня 2013 року в матчі проти «Лануса» він дебютував у аргентинській Прімері, замінивши у другому таймі Лукаса Селарраяна . 17 лютого 2014 року в поєдинку проти «Бока Хуніорс» Рігоні забив свій перший гол за «Бельграно». Всього за три роки в рідному клубі Рігоні взяв участь у 73 матчах чемпіонату. Більшість часу, проведеного у складі «Бельграно», був основним гравцем команди.

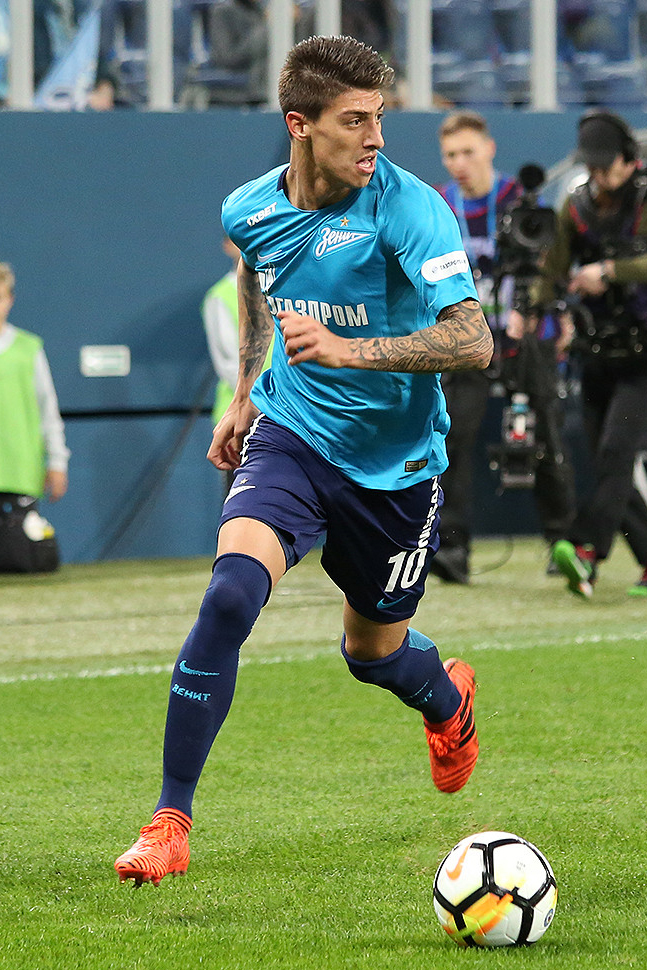
Рігоні у складі «Зеніта»

Своєю грою за цю команду привернув увагу представників тренерського штабу клубу «Індепендьєнте» (Авельянеда), до складу якого приєднався на початку 2016 року. Сума трансферу склала 1,55 млн. євро. 7 лютого в матчі проти свого рідного клубу «Бельграно» він дебютував за нову команду. У цьому ж поєдинку Рігоні забив свій перший гол за «Індепендьєнте». Всього відіграв за команду з Авельянеди півтора сезони своєї ігрової кар'єри. Граючи у складі «Індепендьєнте» також здебільшого виходив на поле в основному складі команди, зігравши у 46 матчах Прімери (15 голів).
23 серпня 2017 року підписав контракт з російським «Зенітом», угода з футболістом розрахована на 4 роки. Сума трансферу склала 9 млн. євро. 10 вересня в матчі проти московського «Динамо» він дебютував у Прем'єр-лізі. 14 вересня в поєдинку Ліги Європи проти македонського «Вардара» Рігоні забив свій перший гол за «Зеніт». 28 вересня у поєдинку Ліги Європи проти іспанської «Реал Сосьєдада» він знову забив гол. 19 жовтня в матчі цього ж турніру проти норвезького «Русенборга» Рігоні зробив перший у своїй кар'єрі хет-трик.
Другу половину 2018 року провів в Італії, граючи на умовах оренди за «Аталанту». На початку 2019 року повернувся до «Зеніта», а у вересні того ж року знову був орендований італійським клубом, цього разу «Сампдорією».
Повернувшись до «Зеніта» у лютому 2020 року, відіграв у його складі 14 ігор, після чого восени того ж року був знову відданий в оренду, цього разу до іспанського «Ельче».

## Виступи за збірну
6 жовтня 2017 року в відбірковому матчі чемпіонату світу 2018 проти збірної Перу (0:0) Рігоні дебютував за збірну Аргентини, замінивши у другому таймі Анхеля Ді Марію. Того ж року провів другу і наразі останню гру за національну команду.
| Дата       | Місто        | Господарі | Результат | Гості   | Турнір            | Голи | Примітки |
| ---------- | ------------ | --------- | --------- | ------- | ----------------- | ---- | -------- |
| 5-10-2017  | Буенос-Айрес | Аргентина | 0 – 0     | Перу    | Відбір до ЧС 2018 | -    | 46'      |
| 14-11-2017 | Краснодар    | Аргентина | 2 – 4     | Нігерія | товариський матч  | -    | 76'      |
| Усього     |              | Матчів    | 2         |         | Голів             | 0    |          |

## Досягнення
- Чемпіон Росії (2):

«Зеніт»: 2018–19, 2019–20
- Володар Кубка Росії (1):

«Зеніт»: 2019–20
- Володар Суперкубка Росії (1):

«Зеніт»: 2020